# 崔奇觀
崔奇观（？—？），广东广州府番禺縣军籍。明朝政治人物。

## 生平
万历三十四年（1606年）丙午科广东乡试举人，四十一年（1613年）癸丑科進士，為金谿令，舊有通邑河船，例税積三年，當二百餘金，久為姦胥乾沒，奇觀廉實清出復得。應沒官田，益以俸薪置田二百畝，歲收租以供諸生卷資勸駕之需，著為令。